# Ярошинська Алла Олександрівна
А́лла Олекса́ндрівна Яроши́нська (народилася 14 лютого 1953 року, Житомир) — кандидат філософських наук (1997), політик, белетрист і публіцист. Депутат З'їзду народних депутатів СРСР (1989—1991), лауреат Альтернативної Нобелівської премії «Right Livelihood Award» (1992, Швеція).

## Біографія
Закінчила факультет журналістики Київського університету, аспірантуру і докторантуру російської Академії державного управління при Президентові РФ. Захистила кандидатську дисертацію з філософських наук (спеціальність: філософія науки і техніки).

Журналістську діяльність розпочала у 1971 р. Працювала кореспондентом житомирських комсомольських та партійних видань. Після публікації в газеті «Известия» статті «Сповідь провінційного журналіста», її статті публікувались в газетах «Комсомольская правда», «Независимая газета», «Новая газета», The Newsweek, The New York Times і ін.
Після припинення діяльності З'їзду народних депутатів СРСР, працювала начальником главка Міністерства інформації РФ, начальником міжнародного відділу Федерального інформаційного центру при Президентові РФ, секретарем Союзу журналістів Росії.

Володіє російською, українською, англійською та італійською мовами.

## Літературна діяльність
Її повість «Чернобыль. Совершенно секретно» удостоєна Альтернативної Нобелівської премії, під її редакцією вийшла перша у світі «Ядерная энциклопедия». А двотомний роман «Кремлевский поцелуй» став бестселером міжнародного агентства Russian Surprise. Збірка оповідань «Дверь напротив» увійшла до програм Лейденського університету (Нідерланди).
Автор і співавтор двох десятків книжок, виданих іноземними мовами. Після розпаду СРСР — член президентської ради Бориса Єльцина. В офіційних групах працювала в ООН, займалася проблемами нерозповсюдження ядерної зброї.